# Slovenská národná strana (1990)
Die Slovenská národná strana, deutsch Slowakische Nationalpartei (kurz SNS), ist eine politische Partei in der Slowakei, ihre Parteimitglieder und Anhänger werden in der Slowakei als národniari (dt. etwa „die Nationalen“) bezeichnet. Nach der Nationalratswahl 2023 wurde die SNS Teil der aktuellen Regierung unter Robert Fico.
Die SNS galt insbesondere in den 1990er Jahren als rechtsextrem, seit den 2000er Jahren erkennen jedoch einige Experten eine Entwicklung hin zu einer nationalkonservativen Partei. In der Wirtschaftspolitik vertritt die Partei protektionistische und wohlfahrtsstaatliche Positionen.
Gegründet im Jahr 1990 nach dem Fall des Kommunismus, ist die SNS zusammen mit der Christlich-Demokratischen Bewegung die älteste politisch relevante Partei der heutigen Slowakei.
Sie war bereits mehrmals (1993–1994, 1994–1998, 2006–2010, 2016–2020) an einer slowakischen Regierung beteiligt.

## Einordnung
Laut Radoslav Štefančík (2008) kann die SNS auf der politischen Links-Rechts-Achse nur schwerlich eingeordnet werden. Auch Hannes Hofbauer und David X. Noack (2013) halten fest:

„Obwohl für fast zwei Jahrzehnte eine feste politische Größe in der slowakischen Politlandschaft, fällt es dem Beobachter auch bei der Slowakischen Nationalpartei schwer, genau zu sagen, wo sie inhaltlich-ideologisch steht. Innerhalb des gemeinsamen Föderationshauses mit Prag stand das Streben nach einer eigenständigen Slowakei im Zentrum der Agitation. Nachdem dieses Ziel am 1. Januar 1993 erreicht war, konzentrierte sich die SNS auf antiungarische und antiziganistische Attitüden.“

Die SNS selbst bezeichnet sich als „national orientierte, konservative Mitte-rechts-Partei, die sich an das europäisch-christliche Wertesystem anlehnt mit den drei programmatischen Säulen – der nationalen, der christlichen und der sozialen.“
Gemäß Astrid Bötticher und Miroslav Mareš (2012) ist die SNS „ultranationalistisch eingestellt, mit rassistischen Zügen, was sich in einer ausgeprägten Abwehrhaltung gegenüber allem Ungarischen und gegen die Roma manifestiert“. Nach der Auflösung der Tschechoslowakei habe die Partei eine „rechtsextreme Schlagseite“ besessen. Auch Hannes Hofbauer und David X. Noack zufolge sei die SNS 1994 ins „rechtsradikale Lager“ gekippt, während der folgenden gemeinsamen Koalition mit Mečiars HZDS (1994–1998) habe sie dann aber „trotz der radikalen Rhetorik und der Einbindung in faschistische europäische Strukturen“ eine „ziemlich pragmatisch[e]“ Regierungspolitik betrieben. Nach der Absetzung von Parteichef Slota 1999 und dem Abbruch der Beziehungen zu rechtsextremen westeuropäischen Parteien habe die SNS unter der neuen Vorsitzenden Malíková einen „eher nationalkonservativen Kurs“ eingeschlagen. Auch die Annäherung der SNS an nationalkonservative und souveränistische Parteien auf europäischer Ebene in den 2000er Jahren (Mitgliedschaft bei der Fraktion Union für das Europa der Nationen im Europaparlament) zeige die Entwicklung der SNS von einer offen rechtsradikalen hin zu einer nationalkonservativen Partei.
Auch Hans-Wolfgang Platzer (2008) sieht die Partei mittlerweile als „national-konservativ“, Rüdiger Kipke (2002) als „nationalkonservativ bis nationalistisch“, Vladimír Bilčík und Juraj Buzalka (2012) als „nationalistisch“, Marianne Kneuser (2007) als „rechts-nationalistisch“. Im von Karsten Grabow und Florian Hartleb (2013) herausgegebenen Band über rechtspopulistische und nationalpopulistische Parteien in Europa werden die SNS und der französische Front National zusammen als „die am meisten autoritären und radikalen Parteien unter den Rechtspopulisten“ bezeichnet. Laut den slowakischen Politikwissenschaftlern Grigorij Mesežnikov und Oľga Gyárfášová (2013), die sich im genannten Sammelband detailliert mit der SNS beschäftigen, kann die Partei als „populist radical right party, whose ideological backround combines a mixture of nationalism and xenophobia, authoritarianism and populism“ beschrieben werden. Kai-Olaf Lang (2005) rechnet die SNS den „harten Populisten“ zu, und dabei konkret den „nationalistische[n] und chauvinistische[n] Parteien“.
Andere Experten wie z. B. Dieter Segert (2008) oder Reinhard Veser (2004) verorten die SNS hingegen nach wie vor im Bereich des Rechtsextremismus.

## Politische Positionen

### Minderheitenpolitik
Die SNS ist ein entschiedener Gegner eines staatsbürgerlichen Konzepts der politischen Nation und versteht die gegenwärtige Slowakische Republik als Nationalstaat der ethnischen Slowaken. Gegenüber der ungarischen Minderheit vertritt die SNS von allen slowakischen Parteien die ablehnendste Haltung. Ihre Parteiführer stellen selbst die Existenz der ethnischen Gruppe innerhalb des slowakischen Territoriums mit dem Argument in Frage, dieser Teil der slowakischen Bevölkerung sei ein Produkt der sprachlichen Assimilation der autochthonen Slawen durch ungarische Immigranten. Die ethnischen Ungarn werden als von SNS-Parteiführern als gegenüber dem slowakischen Staat unloyal dargestellt und als eine potentielle Gefahr für die Mehrheitsnation. Bei der Beurteilung des historischen Kontexts der slowakisch-ungarischen Beziehungen betonen die SNS-Repräsentanten die Drangsal der Slowaken und heben die von den Ungarn begangenen Ungerechtigkeiten hervor. Die Partei reichte zahlreiche Vorschläge zur Komplikation der Umsetzung von Minderheitenrechten der ethnischen Ungarn ein, betreffend die politische Repräsentation, Bildung, Kultur, regionale Entwicklung und dem Gebrauch ihrer Sprache. Die SNS unternahm wiederholt Versuche, den unantastbaren Status der Beneš-Dekrete vom slowakischen Parlament bestätigen zu lassen. Ihre Bemühungen von 2002 bis 2005 scheiterten, schließlich wurde 2007 eine entsprechende Erklärung auf Initiative der Nationalpartei vom slowakischen Parlament verabschiedet. Während der Mitte-rechts-Regierungen von Mikuláš Dzurinda (1998–2006) und Iveta Radičová (2010–2012) opponierte die SNS stark gegen alle Maßnahmen zur Verbesserung der Situation von ethnischen Minderheiten, insbesondere der Ungarn. Diese beinhalteten die Änderung des Bildungswesens zur bilingualen Ausstellung von Schulzeugnissen, die Adaptierung der Europäischen Charta der kommunalen Selbstverwaltung, die Ratifizierung der Europäischen Charta der Regional- oder Minderheitensprachen, die Gründung einer Fakultät für ungarische Lehrer an der Universität Nitra und die Gründung der ungarischsprachigen János-Selye-Universität in Komárno.
Unter den relevanten politischen Organisationen vertrat die SNS auch die radikalsten nationalistischen Ansichten bei der sogenannten Romafrage. Laut den Politikwissenschaftlern Grigorij Mesežnikov und Oľga Gyárfašová heizte die Nationalpartei das Angstgefühl an, das bei der slowakischen Mehrheitsbevölkerung durch die wachsende und unangepasste Roma-Population darstellte. In der Interpretation der SNS sei die Roma-Minderheit gegenüber der slowakischen Mehrheit privilegiert, da diese größere Bezüge an Sozialhilfe bekommen als andere Staatsbürger. Einige Repräsentanten der SNS deuteten sogar an, die beste Lösung wäre, die Roma aus dem Land hinauszujagen. Im Jahr 2000 appellierte der Vize-Vorsitzende der SNS, Víťazoslav Móric, an die slowakische Regierung, Reservate für unangepasste Roma zu gründen.

### Wirtschaftspolitik
Das wirtschaftspolitische Programm der SNS ist gezeichnet von protektionistischer und nationalistischer Rhetorik. Das Parteimanifest von 1994 erklärt: „Die SNS bevorzugt die Konzentration von Kapital, Produktionsmitteln und Vermögen in den Händen nationaler Institutionen als Garantie für die wirtschaftliche Kraft der Slowakei. Die SNS unterstützt nicht und wird niemals den Verkauf jedweden (öffentlichen) Vermögens an anonyme, multinationale kosmopolitische Gebilde unterstützen, die ihre wirtschaftliche Macht nutzen, um politischen Einfluss zu gewinnen.“ In ihrem Wahlprogramm 2002 betonte die SNS die Notwendigkeit eines sozialen Wohlfahrtsstaats, 2006 plädierte das SNS-Wahlprogramm für Entwicklung einer „Marktwirtschaft des 21. Jahrhunderts, welche den nationalen, christlichen und sozio-ökonomischen Bedingungen der Slowakei entspricht“. Im Jahr 2010 kritisierte die Partei die „alten Praktiken des Neoliberalismus“, die sie als unfähig betrachtete, Lösungen für die internationale Finanzkrise ab 2007 zu finden. Die SNS kritisierte Vorschläge, welche wachsenden ausländische Investitionen und den Verkauf von Staatseigentum als Lösungen präsentierten und propagierte stattdessen die Unterstützung einer Politik der öffentlichen Auftragsvergabe und öffentlicher Investitionen. 2012 versprach die Nationalpartei die Einführung einer 10-Prozent-Steuer auf die Dividenden von multinationalen Konzernen und Monopolunternehmen, die Beseitigung der Diskriminierung geeigneter heimischer Firmen, und die Bevorzugung dieser gegenüber ausländischen Firmen durch Hilfsinvestitionen.
Laut Karsten Grabow und Florian Hartleb vertritt die SNS zusammen mit dem französischen Front National die „am meisten protektionistischen und Wohlfahrts-chauvistischen Positionen unter den Rechtspopulisten“.

### Außen- und Sicherheitspolitik
Die Einstellungen der SNS im Bereich der Außenpolitik und internationaler Kooperation sind gezeichnet von Verdächtigungen gegenüber dem benachbarten Ungarn, generellem Isolationismus, Antiamerikanismus, Zurückweisung von Transatlantismus und gelegentlicher Sympathie für die Außenpolitik von Wladimir Putins Russland. Die SNS war neben den Kommunisten die einzige relevante slowakische Partei, die die Mitgliedschaft der Slowakei in der NATO prinzipiell abgelehnt hat.

### Position gegenüber dem Islam
Die SNS ist nicht die einzige relevante politische Partei in der Slowakei, die das Christentum als die fundamentale Säule der europäischen Zivilisation betont und sich selbst als prinzipientreue christliche Kraft sieht. Sie ist jedoch laut Mesežnikov und Gyárfašová die einzige politische Organisation (abgesehen von einigen marginalen extremistischen Gruppierungen), die sich selbst mit offen anti-islamischen Einstellungen assoziiert. So erklärt die SNS:

„Der Islam will das kulturelle Gesicht Europas verändern. Wir verkünden klar: Nein zur Islamisierung der EU, nein zu einer EU-Mitgliedschaft der Türkei. Wir werden die Bildung eines europäischen Kulturwalls gegen diese Form des Multikulturalismus initiieren, die uns von unserer Substanz entfremdet und die [Europa] in ethnische Konflikte hineinführt. Wir protestieren gegen die gewaltsame Unterdrückung des Christentums.“

Die feindselige Einstellung zum Islam war laut Mesežnikov und Gyárfašová auch einer der offiziellen Gründe für die Aufrechterhaltung der engen Beziehungen der SNS zur Freiheitlichen Partei Österreichs (FPÖ) von Heinz-Christian Strache. Vor der Parlamentswahl im Jahr 2012 besuchten FPÖ-Repräsentanten Bratislava, um ihre Unterstützung für die SNS als eine „alternative soziale Partei“ zu demonstrieren. Die beiden Parteien führten Verhandlungen bezüglich ihres Widerstandes gegen eine „mögliche Islamisierung“ der Slowakei und Österreichs und unterzeichneten im Juli 2011 ein bilaterales Memorandum für gegenseitige Kooperation und Verständnis.
In einem Interview für eine slowakische Website im April 2016 erklärte SNS-Chef Andrej Danko, er habe mit FPÖ-Chef Strache ein „langjähriges freundschaftliches Verhältnis“, außerdem sei die Farbgrafik der SNS-Wahlplakate für die Parlamentswahl 2016 laut Danko von jenen der FPÖ-Plakate inspiriert gewesen.

### Geschichtspolitik
In ihren Interpretationen der nationalen Geschichte tendieren die SNS-Repräsentanten zu einer Mythologisierung der Vergangenheit, bei welcher sie die Ethnogenese der slowakischen Titularnation in der Geschichte so weit wie möglich zurück in die Vergangenheit verlegen und dazu neigen, autoritäre Persönlichkeiten und Regime in der slowakischen Geschichte positiv zu beurteilen.

## Parteigeschichte

### Entstehung und Anfangsjahre

Parteiflagge der SNS

Nach dem Umsturz 1989 wurde die SNS im April 1990 gegründet. Sie sieht sich als Nachfolgerin der historischen, 1871 gegründeten Slovenská národná strana (Slowakische Nationalpartei). Vor diesem Hintergrund bezeichnet sich die SNS als die älteste politische Partei in der Slowakei.
Bei der ersten Wahl zum slowakischen Parlament in der Tschechoslowakei im Jahre 1990 erreichte die Partei 13,94 % und wurde damit drittstärkste Kraft noch vor der Kommunistischen Partei. Bei den Wahlen zu den Föderationsparlamenten erhielt die Nationalpartei nicht ganz so viele Stimmen und landete jeweils knapp hinter den Kommunisten. Zu den letzten Wahlen innerhalb der Föderation mit Tschechien 1992 trat die SNS als einzige große politische Formation mit der Forderung nach der Unabhängigkeit an. Die Stimmen für die rechte Partei halbierten sich nahezu und die SNS zog mit 7,93 % in das slowakische Parlament ein. Formal regierte nach diesen Wahlen die HZDS von Vladimír Mečiar allein, jedoch fehlten der größten slowakischen politischen Bewegung zwei Mandate für eine absolute Mehrheit, weswegen die Nationalpartei die HZDS-Regierung zunächst informell unterstützte und später sogar direkt.

### 1994–1999
Während innerhalb der tschechoslowakischen Föderation das Streben nach einer eigenständigen Slowakei im Zentrum der Agitation stand, konzentrierte sich die SNS nach dem 1. Januar 1993 auf antiungarische und antiziganistische Attitüden und driftete ins „rechtsradikale Lager“ (Hannes Hofbauer). Bei den ersten Wahlen nach der slowakischen Unabhängigkeit gewann die SNS im November 1994 5,4 % der Wählerstimmen und bildete 1994–1998 eine Koalitionsregierung mit Mečiars HZDS und der linksradikalen Arbeiterassoziation.

### 1999–2003
Nach den Parlamentswahlen 1998 kam die bisherige Opposition unter Mikuláš Dzurinda an die Macht, womit die SNS nun ihrerseits in die Opposition gehen musste. Im Jahr 1999 führten innerparteiliche Differenzen zwischen Ján Slota und Anna Malíková zur Spaltung der Partei. Malíková (nach ihrer Heirat Belousovová) wurde neue Parteichefin der SNS, Slota gründete eine eigene Partei unter dem Namen Wahre Slowakische Nationalpartei (PSNS). Unter der Vorsitzenden Anna Belousovová entwickelte sich die SNS in den letzten Jahren von einer offen rechtsradikalen Partei zu einer „national-konservativ orientierten Partei“ (so die Stiftung Wissenschaft und Politik). Im selben Jahr, in dem die Einschätzung der SWP veröffentlicht wurde, beschrieb József Bayer, Professor für Politikwissenschaft an der Loránd-Eötvös-Universität Budapest und Direktor des Instituts für Politikwissenschaft an der Ungarischen Akademie der Wissenschaften, die Politik der SNS folgendermaßen: „Die „Slowakische Nationale Partei“ (SNS), obwohl rechtsradikal, kann nicht eindeutig als neofaschistische Partei eingestuft werden. Ján Slota, der die Partei seit 1994 anführte, greift in seinen Reden zwar gerne auf faschistische Losungen und Begriffe zurück und brandmarkt Minderheiten (vor allem Roma und Ungarn) als Sündenböcke, im Gegensatz dazu verhält sich die Partei moderater. Ihre Ideologie mischt Elemente aus Populismus, Korporatismus und fremdenfeindlichem Nationalismus, der sich vor allem gegen Ungarn und Roma richtet.“
Diese faktische Parteispaltung führte dazu, dass bei den Parlamentswahlen 2002 keine der beiden rechten Gruppierungen die benötigte Fünf-Prozent-Hürde für den Einzug ins Parlament schaffte. Infolgedessen vereinigten sich beide Parteien wieder, Slota wurde Parteichef, Belousovová seine Vizevorsitzende.

### 2003–2012

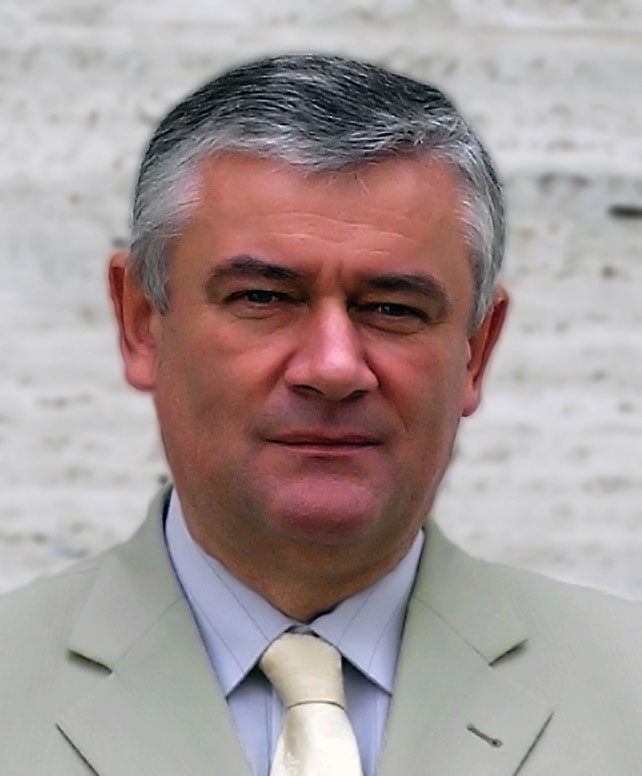
Ján Slota, Parteichef 1994–1999 und 2003–2012

Bei den Wahlen 2006 bekam die wiedervereinigte Partei 11,73 % der Stimmen und konnte mit 20 Mandaten in das Parlament einziehen. Die sozialdemokratische Partei SMER, die HZDS des früheren Ministerpräsidenten Vladimír Mečiar und die SNS bildeten eine Koalitionsregierung. Die Aufnahme der SNS in die Regierungskoalition war 2006 die offizielle Begründung für die Suspendierung der Mitgliedschaft der Regierungspartei SMER im Dachverband der europäischen sozialdemokratischen bzw. sozialistischen Parteien SPE, in den diese jedoch 2009 wieder aufgenommen wurde. Die von der SNS mitbegründete Regierung unter Robert Fico erhielt auch Unterstützung von der Kommunistischen Partei der Slowakei.
Auf Antrag der SNS erklärte das slowakische Parlament die Beneš-Dekrete, in denen auch die Konfiskation ungarischen Eigentums verfügt wurde, für „unantastbar“.
Auf der Internetseite der Partei war 2008 mehrere Tage lang eine Europa-Karte zu sehen, auf der Ungarn zwischen Österreich (westlich der Donau) und der Slowakei (östlich der Donau) aufgeteilt war. Nach ein paar Tagen wurde die Karte entfernt, die Partei hat aber keine Stellungnahme abgegeben, wieso diese Abbildung hochgeladen und veröffentlicht wurde.
Die Partei errang bei der Europawahl 2009 5,56 % der Stimmen und war mit einem Abgeordneten, Jaroslav Paška, im Europäischen Parlament vertreten. Paska schloss sich der Fraktion Europa der Freiheit und der Demokratie an.
Die SNS war Mitglied der zwischen 2004 und 2009 bestehenden Allianz für ein Europa der Nationen.
Bei der Parlamentswahl am 12. Juni 2010 konnte die Partei ihre Vertretung im Parlament bewahren, hatte aber mit 5,08 % der Stimmen nur neun Mandate erreicht, ein Verlust von elf Mandaten gegenüber der Wahl 2006. Damit entging sie nur knapp dem Schicksal ihres ehemaligen Koalitionspartners HZDS. Nach den Wahlen kam es erneut zu Streitigkeiten in der Parteiführung zwischen Slota und seiner Stellvertreterin Anna Belousovová, die mit dem Ausschuss Belousovovás am 5. Februar 2011 endeten. Anna Belousovová gründete daraufhin die Partei Národ a Spravodlivosť (Volk und Gerechtigkeit).

### 2012–2016
Bei der vorgezogenen Parlamentswahl am 10. März 2012 scheiterte die Partei an der Fünf-Prozent-Hürde. Andrej Danko übernahm daraufhin den Parteivorsitz. Am 24. April 2013 wurde schließlich auch der langjährige, zweimalige Vorsitzende Jan Slota wegen Unregelmäßigkeiten bei der Bewirtschaftung des Parteivermögens während seiner Amtszeit aus der SNS ausgeschlossen.
Der slowakischen Zeitung Denník N zufolge bemüht sich die SNS unter dem Vorsitz Dankos um eine Abgrenzung von der alten Führung unter Slota. In der Flüchtlingskrise in Europa 2015 sei sie nicht radikaler aufgetreten als andere slowakische Parteien; über die ungarische Minderheit würde man sich nur noch nebenbei äußern. Auch der politische Analytiker Ján Baránek sieht eine Änderung in der Rhetorik von einer nationalistischen und chauvinistischen Partei hin zu einer nationalen (národná) Partei. Zum neuen Kurs der SNS unter seiner Leitung erklärte Danko: „Die Leute wollen keine Partei, die xenophob oder rassistisch sein wird. Es muss eine Partei sein, die eine moderne und pragmatische Sicht auf die Sache hat.“

### Nach 2016
Bei den Parlamentswahlen 2016 gelangte der Partei mit Danko als Spitzenkandidaten mit 8,6 % der Stimmen und 15 von 150 Sitzen die Rückkehr in den Nationalrat. Die Partei lehnte anschließend den Eintritt in eine Mitte-rechts-Koalition unter Führung Richard Sulíks ab. Stattdessen trat sie wieder in eine Regierungskoalition mit der Smer unter dem bis dahin amtierenden Ministerpräsidenten Robert Fico ein, welcher auch die Parteien Most–Híd und ursprünglich auch Sieť angehörten. Eine gemeinsame Koalition mit der die Interessen der ungarischen Minderheit vertretenden Most-Híd unterstrich die etwas gemäßigte Haltung, welche die Partei genommen hatte. Im Rahmen der Koalitionsabsprache wurde Parteivorsitzender Danko neuer Parlamentspräsident. Die Partei hatte in der Regierung drei von 15 Ministern.

## Parteivorsitzende
| Nr. | Parteivorsitzender | Amtszeit                             |
| --- | ------------------ | ------------------------------------ |
| 1.  | Víťazoslav Móric   | 19. Mai 1990– 23. März 1991          |
| 2.  | Jozef Prokeš       | 23. März 1991– 10. Oktober 1992      |
| 3.  | Ľudovít Černák     | 10. Oktober 1992– 19. Februar 1994   |
| 4.  | Ján Slota          | 19. Februar 1994– 25. September 1999 |
| 5.  | Anna Malíková      | 25. September 1999– 31. Mai 2003     |
| 6.  | Ján Slota          | 31. Mai 2003– 6. Oktober 2012        |
| 7.  | Andrej Danko       | 6. Oktober 2012– im Amt              |

## Wahlergebnisse im Überblick
| Jahr | Wahl                  | Wähleranteil | Parlamentssitze | Platz | Position                                                           |
| ---- | --------------------- | ------------ | --------------- | ----- | ------------------------------------------------------------------ |
| 1990 | Nationalratswahl 1990 | 13,94 %      | 22/150          | 3.    | Opposition                                                         |
| 1992 | Nationalratswahl 1992 | 7,93 %       | 15/150          | 4.    | Opposition (1992–1993 Unterstützung der HZDS-Minderheitsregierung) |
| 1992 | Nationalratswahl 1992 | 7,93 %       | 15/150          | 4.    | Regierungsbeteiligung (1993–1994 Koalition mit der HZDS)           |
| 1992 | Nationalratswahl 1992 | 7,93 %       | 15/150          | 4.    | Opposition (März–Dezember 1994)                                    |
| 1994 | Nationalratswahl 1994 | 5,40 %       | 9/150           | 7.    | Regierungsbeteiligung                                              |
| 1998 | Nationalratswahl 1998 | 9,07 %       | 14/150          | 5.    | Opposition                                                         |
| 2002 | Nationalratswahl 2002 | 3,32 %       | 0/150           | 9.    | Einzug ins Parlament verfehlt                                      |
| 2004 | Europawahl 2004       | 2,01 %       | 0/14            | 9.    | —                                                                  |
| 2006 | Nationalratswahl 2006 | 11,73 %      | 20/150          | 3.    | Regierungsbeteiligung                                              |
| 2009 | Europawahl 2009       | 5,55 %       | 1/14            | 6.    | —                                                                  |
| 2010 | Nationalratswahl 2010 | 5,07 %       | 9/150           | 6.    | Opposition                                                         |
| 2012 | Nationalratswahl 2012 | 4,55 %       | 0/150           | 7.    | Einzug ins Parlament verfehlt                                      |
| 2014 | Europawahl 2014       | 3,61 %       | 0/14            | 10.   | —                                                                  |
| 2016 | Nationalratswahl 2016 | 8,64 %       | 15/150          | 4.    | Regierungsbeteiligung                                              |
| 2019 | Europawahl 2019       | 4,09 %       | 0/14            | 8.    | —                                                                  |
| 2020 | Nationalratswahl 2020 | 3,16 %       | 0/150           | 10.   | Einzug ins Parlament verfehlt                                      |
| 2023 | Nationalratswahl 2023 | 5,62 %       | 10/150          | 7.    | Regierungsbeteiligung                                              |
| 2024 | Europawahl 2024       | 1,9 %        | 0/14            | 10.   | —                                                                  |